# Červinjan
Červinjan (furlansko Çarvignan, vzhodno-furlansko Sarvignan, italijansko Cervignano del Friuli) je vas z 13.571 prebivalci (stanje september 2021) v italijanski deželi Furlanija - Julijska krajina na vhodu v Furlanski nižini.

## Prebivalstvo

### Jeziki
V Červinjanu prebivalci poleg italijanščine uporabljajo tudi furlanščino. V skladu z resolucijo št. 2680 z dne 3. avgusta 2001 Sveta avtonomne dežele Furlanije - Julijske krajine je občina vključena v ozemeljsko varstvo furlanskega jezika za namene uporabe zakona št. 482/99, deželnega zakona št. 15/96 in deželnega zakona št. 29/2007.
Furlanščina, ki se govori v Červinjanu, je ena od različic goriške furlanščine (vzhodne furlanščine).

### Etnične skupine
Furlansko prebivalstvo avtohtonega izvora in iz drugih krajev dežele danes predstavlja le del červinjanskega prebivalstva. Po prvi svetovni vojni in priključitvi k Italiji ter zlasti po drugi svetovni vojni je mesto, ki ga izseljevanje ni preveč prizadelo, doživelo velik pritok novih prebivalcev: tako iz sosednje »Julijske krajine« in Veneta kot tudi iz drugih regij, zlasti iz južne Italije. Od začetka devetdesetih let 20. stoletja se je znatno povečalo tudi prej zanemarljivo število prebivalcev tujega porekla, ki predstavljajo že več kot desetino celotnega prebivalstva in katerih odstotek se bo v prihodnjih letih nenehno povečeval.
Po podatkih matičnega urada je 31. decembra 2016 v občini živelo 13.867 prebivalcev, od tega 7.034 žensk in 6.833 moških, razporejenih v 6.360 gospodinjstvih in skupnostih. Večina prebivalcev, približno 11.400, je skoncentrirana v glavnem mestu občine, 960 je prebivalcev okraja Scodovacca/Scodovacje, 830 prebivalcev okraja Strassoldo/Strassolt in 610 prebivalcev okraja Muscoli/Muscli.

### Priseljevanje
Na dan 31. decembra 2016 je bilo 1.587 (11,45 %) tujih rezidentov; večina iz Srednje in Vzhodne Evrope.

Med najbolj zastopanimi državami so:
- Romunija, 583
- Albanija, 189
- Hrvaška, 143
- Bosna in Hercegovina, 123
- Ukrajina, 90
- Srbija, 65
- Maroko, 54
- Kosovo, 40
- Kitajska, 34
- Nigerija, 25